# 镰叶水珍珠菜
镰叶水珍珠菜（学名：Pogostemon falcatus）为唇形科刺蕊草属下的一个种。